# Aurlandsvangen
Aurlandsvangen è un villaggio della Norvegia, situato nella municipalità di Aurland, nella contea di Vestland.